# تسیزگاری
تسیزگاری (به لاتین: Tsizgari) یک منطقهٔ مسکونی در روسیه است که در شهرستان داخادایفسکی واقع شده‌است.